# Ak Sunkur I
Aq-Súnqur I o Aq-Súnqur al-Ahmadilí fou un esclau turc d'Ahmadil ibn Ibrahim ibn Wahsudhan ar-Rawwadí al-Kurdí, fundador de la dinastia dels ahmadílides de Maragha, a qui va succeir quan fou assassinat entre 1114 i 1116.
El 1121 el sultà Massud ibn Muhàmmad va nomenar atabeg de Maragha Qàssim-ad-Dawla al-Bursukí que va ocupar la ciutat. Aq-Súnqur se'n va anar a Bagdad i poc després, amb la derrota de Massud davant del seu germà el sultà Mahmud ibn Muhàmmad, li fou retornada la regió per aquest darrer. Aquell mateix any 1121 va morir Kuntughdi, atabeg del sultà Màlik Tughril ibn Muhàmmad i Aq-Sunqur va demanar la successió i se li va demanar aixecar un exèrcit de 10.000 cavallers. Ho va aconseguir i va acompanyar al sultà en expedició contra Ardabil però en la seva absència Maragha fou ocupada per Djuyush Beg enviat per Masud ben Muhammad.
El 1122 s'esmenta la derrota de l'atabeg d'Arran (sens dubte referit a Maragha) amb el nom d'Aghsunthul (Aq-Súnqur) que Tughril havia enviat en expedició a Xirvan. El 1128 o 1129 se'l va enviar a l'Iraq i se li va encarregar anul·lar les intrigues del mazyàdida Dubays ibn Sàdaqa. El 1131, a la mort del sultà Mahmud és esmentat com atabeg de Ghiyath al-Din Daud ben Mahmud i partidari d'aquest príncep, i junt amb el visir Abu l-Kasim Dargazini el van proclamar sulta a l'Azerbaidjan i Djabal, però fou derrotat a Hamadan (vers 1132) per Tughril, germà de Mahmud, nomenat sultà per Sandjar, que va entrar a Maragha i a Tabriz. Un altre germà de Tughril, Masud, va quedar assetjat a Tabriz però finalment es va signar la pau. Aq-Súnqur va fugir altre cop a Bagdad igual que Masud. Allí el califa va proclamar sultà a Masud i al seu nebot Ghiyath al-Din Daud ben Mahmud con el seu hereu i Aq-Súnqur va entrar al seu servei i després de derrotar a Tughril a Ardabil on Aq-Súnqur va assetjar les forces enemigues, van recuperar l'Azerbaidjan; els assetjats a Ardabil van intentar una sortida, i Aq-Súnqur llavors els va aniquilar, sent perseguits cap a Hamadan on el mateix Tughril fou derrotat i expulsat el maig/juny de 1134.
Fou assassinat pels ismaïlites per encàrrec de Tughril o del seu visir Dargazini, probablement el 1134 a Hamadan. Ibn al-Athir diu que l'assassinat fou instigat pel sultà Massud.
El va succeir el seu fill Aq-Súnqur II o Arslan Aq-Súnqur.